# Encefalite equina venezuelana
L'encefalite acuta venezuelana è una malattia infettiva che può colpire l’uomo e i cavalli. È causata dal virus omonimo che appartiene al gruppo degli arbovirus. La malattia si manifesta con sintomi simil-influenzali e talvolta colpisce il sistema nervoso centrale con encefalite o encefalomielite, le quali possono avere esito fatale. La maggior parte dei casi di malattia si verifica in America Latina. La trasmissione avviene attraverso la puntura di zanzare o, più raramente, di altri insetti vettori del virus.

## Epidemiologia
Le epidemie di encefalite equina venezuelana colpiscono soprattutto i cavalli, nei quali provoca grande mortalità, causando collateralmente contagi anche nella popolazione umana. I focolai epidemici nella popolazione equina possono persistere per diversi anni e durante questi è stata osservata la comparsa di casi isolati in altri animali, tra cui capre, pecore, conigli, cani e cavie da laboratorio.
Una delle principali epidemie ebbe luogo nel 1962; scoppiata nella regione di confine tra la Colombia e il Venezuela, si diffuse successivamente in America centrale e settentrionale. Nell'epidemia in Messico nel 1970 che colpì gli Stati di Chiapas, Veracruz, Oaxaca, Guerrero e Michoacán, morirono circa 10 000 equidi tra cavalli, asini e muli, con una letalità compresa tra il 50% e il 90%. Nel 1995 si verificò l'ultima grande epidemia nella popolazione umana, che colpì 75 000 persone, causandone la morte di circa 300.

## Eziologia
L'agente patogeno responsabile dell'encefalite equina venezuelana è un arbovirus del genere Alphavirus, della famiglia delle Togaviridae. Esistono sei sottotipi del virus, chiamati da I a VI. Alcuni di essi hanno un nome proprio: ad esempio, il sottotipo II è noto come virus Everglades; il III è noto come virus Mucambo, il IV è chiamato anche virus Pixuna. La maggior parte dei virus che provocano epidemie nei cavalli appartengono al sottotipo I; i sottotipi da II a VI creano focolai epidemici generalmente in aree limitate e vengono trasmessi attraverso cicli naturali che coinvolgono roditori e zanzare.

## Clinica
Negli esseri umani la patologia esordisce con febbre, cefalea, malessere generale, mialgie soprattutto agli arti inferiori e in zona lombare. Possono manifestarsi anche tosse, vomito e altri segni clinici. Generalmente la malattia ha un decorso benigno, con guarigione spontanea che avviene entro 2 settimane. Tuttavia, circa il 4% dei bambini e meno dell'1% degli adulti (con un rischio aumentato negli anziani) sviluppano un'encefalite che può portare alla morte. Nelle donne in gravidanza, l'infezione da parte di questo virus può provocare aborto, encefalite fetale o anomalie congenite anche molto gravi.

## Trasmissione
La trasmissione continuativa del virus responsabile della malattia avviene in ambiente silvestre tra alcune specie di roditori e alcune specie di insetti ematofagi, soprattutto le zanzare. I cavalli possono fungere da acceleratori del focolaio epidemico poiché, se vengono punti da insetti, questi possono trasmettere il virus all'uomo in un secondo momento, pungendolo. Non è ancora stata documentata la trasmissione interumana della malattia.

## Vaccinazione
Diversi tipi di vaccini sono stati messi a punto con l'obiettivo di prevenire l'encefalite acuta venezuelana negli esseri umani; essi si sono però rivelati poco efficaci e causa di frequenti reazioni avverse.